# Perinereis falklandica
Perinereis falklandica är en ringmaskart som först beskrevs av Ramsay 1914.  Perinereis falklandica ingår i släktet Perinereis och familjen Nereididae. Inga underarter finns listade i Catalogue of Life.